# Xpectation
Az Xpectation (alcíme: "New Directions in Music By Prince") Prince huszonhatodik stúdióalbuma, amelyet 2003. január 1-én adott ki az NPG Records. Az első hangszeres album, amelyet Prince a saját neve alatt adott ki. Nem volt előre bejelentve és 2003 újév napján volt elérhető az NPG Music Club tagjainak, csak két héttel az előző albuma, a One Nite Alone… Live! után.
2004-ben, az Xpectation az NPG Music Club Musicology Download Store-ján keresztül lett elérhető. A hivatalos albumborító 12 évvel a megjelenés után, 2015 szeptemberében lett bemutatva, mikor a Tidal-on keresztül megjelent az album.

## Számlista
Az összes dal szerzője Prince. 
|    | Cím        | Hossz |
| -- | ---------- | ----- |
| 1. | Xhalation  | 2:04  |
| 2. | Xcogitate  | 3:33  |
| 3. | Xemplify   | 5:53  |
| 4. | Xpectation | 4:01  |
| 5. | Xotica     | 3:05  |
| 6. | Xogenous   | 4:12  |
| 7. | Xpand      | 6:11  |
| 8. | Xosphere   | 3:34  |
| 9. | Xpedition  | 8:24  |

## Közreműködők
- Prince – billentyűk, gitár
- John Blackwell – dobok
- Rhonda Smith – basszusgitár
- Candy Dulfer – szaxofon
- Vanessa Mae – hegedű